# Bruton
Bruton – miasto w Anglii, w hrabstwie Somerset, w dystrykcie (unitary authority) Somerset. Leży 39 km na południe od miasta Bristol i 168 km na zachód od Londynu. W 2002 miejscowość liczyła 2945 mieszkańców.